# Saison 3 de Preacher
Chronologie
Saison 2 Saison 4
Cet article présente le guide des épisodes de la troisième saison de la série télévisée américaine Preacher.

## Synopsis de la saison
Jesse Custer est pasteur malgré lui d'une petite ville du Texas. Ce dernier est habité par une mystérieuse entité qui donne le pouvoir à Jesse, de plier les gens à sa volonté. Jesse décide donc, avec sa petite amie un jour sur deux, Tulip et un vampire irlandais nommé Cassidy, de se lancer dans une quête pour littéralement trouver Dieu.
Quand Tulip est tuée, Jesse se résout à revenir dans la famille de sa mère, les L'Angelle, aux mystérieux pouvoirs.

## Distribution

### Acteurs principaux
- Dominic Cooper (VF : Stéphane Pouplard) : Révérend Jesse Custer
- Ruth Negga (VF : Nathalie Karsenti) : Tulip O'Hare
- Joseph Gilgun (VF : Jérémy Prévost) : Cassidy
- Graham McTavish : le « Saint des Tueurs »
- Pip Torrens : Herr Starr
- Noah Taylor : Adolf Hitler
- Julie Ann Emery : Lara Featherstone
- Malcolm Barrett : Hoover
- Colin Cunningham : T.C.[1]
- Betty Buckley (VF : Frédérique Cantrel) : Marie « Gran'ma » L'Angelle[1]

### Acteurs récurrents et invités
- Ian Colletti (VF : Gwendal Anglade) : Eugene Root / Assface
- Jeremy Childs : Jody[1]
- Liz McGeever : Christina[1]
- Jonny Coyne : Saint-Père d'Aronique[2]
- Adam Croasdell (en) : Eccarius[3]
- Tyson Ritter : Jésus / Humperdoo
- Prema Cruz : Madame Boyd[3]

## Liste des épisodes

### Épisode 1:Angelville
- États-Unis : 24 juin 2018 sur AMC[4]

Des années auparavant, la mère de Jesse tente de fuir la maison L'Angelle, tenue d'une main de fer par sa mère, Marie L'Angelle, une femme hors d'âge avec des pouvoirs vaudous, et ses deux hommes de main, T.C. et Jody. En la rattrapant lors d'une tentative de fuite, Marie découvre l'existence de Jesse en ouvrant le ventre de sa fille pour y prendre la photo qu'elle a tenté de cacher en l’avalant.
Dans le présent, Jesse et Cassidy arrivent la maison L'Angelle, suppliant Marie de ramener Tulip à la vie en échange de n'importe quoi. La vieille femme, désormais en fauteuil roulant, accepte non sans s'assurer qu'il ne rompra pas sa promesse et envoie Jesse avec Jody récupérer le nécessaire pour la ramener du Purgatoire, où Tulip revit son enfance malheureuse, entre un père incapable de mener une vie honnête et une mère qui se prostitue et méprise sa fille. Marie propose également un marché à Cassidy en échange de la vie de Tulip. Jody force Jesse à se battre avec lui pour récupérer le transpoil réclamé par la grand-mère.

### Épisode 2:Un énième plan
- États-Unis : 1er juillet 2018 sur AMC

Quand il était au lycée, Jesse vendait déjà les services de sa grand-mère. Il a ainsi mis fin à la liaison d'un professeur avec une élève en supprimant l’attirance de la jeune femme pour lui, mais quand le professeur a pris à la légère le paiement, Jody et TC l'ont capturé et ont pris son âme pour maintenir sa grand-mère en vie.

### Épisode 3:Pacte de sang
- États-Unis : 8 juillet 2018 sur AMC

Tulip tente de coincer le Graal dans leurs bureaux de La Nouvelle-Orléans mais ils ont déjà fui à son arrivée. En retournant à Angelville, Dieu lui apparait, rassurant et affirmant que tout se déroule selon Son plan. Cependant, elle jure de le retrouver. 

### Épisode 4:Les Catacombes
- États-Unis : 15 juillet 2018 sur AMC

Cernée par les hommes de Madame Boyd, Tulip parvient cependant à s'enfuir avec la voyante. Sur la route vers Angelville, Sabina Boyd commence à raconter pourquoi elle hait Jesse : ils se sont fréquentés adolescents, alors que Jesse animait les combats dans les catacombes d'Angelville, et a fini par lui briser le cœur en rompant brutalement avec elle quand T.C. l'a découvert, puis en tuant son frère venu défendre son honneur. Tulip refuse de croire que Jesse aurait pris du plaisir à tuer son frère.
Pendant ce temps, dans les catacombes, Jesse voit Cassidy remporter son combat. Alors que les spectateurs se dispersent et vont chercher du monde pour le 2e round, Jesse profite d'un détour de Jody pour découper Cassidy et le renvoyer à La Nouvelle-Orléans. Une heure plus tard, Jesse harangue les nouveaux venus et les sermonne, révélant que Dieu a quitté le Paradis. Il s'apprête à renvoyer tout le monde quand Cassidy apparait, debout. Jesse se charge de le mettre à terre et plante un pieu dans son dos au moment où Tulip entre dans la cave. Cependant, elle voit clair et comprend que Jesse feint d'être aussi psychopathe que les L'Angelle pour la protéger, tout comme il a voulu protéger Sabina. Dans la nuit, Tulip met Cassidy dans un bus pour La Nouvelle-Orléans, mais le Graal le suit. Le lendemain, Madame Boyd accepte de révéler le moyen de briser le lien de sang : tuer Mary L'angelle.

### Épisode 5:Le Cercueil
- États-Unis : 22 juillet 2018 sur AMC

Tulip ne parvient pas à se résoudre à abattre Mary L'Angelle dans son sommeil. T.C. et Jody ont découvert que Cassidy s'est évadé et s'en prennent à Jesse et Tulip. Jesse retourne ainsi dans un cercueil lesté au fond d'un marais voisin, où il a fait déjà plusieurs séjours adolescent. Pendant ce temps, Herr Starr reçoit l'ordre direct de l’archipère D'Aronique de préparer Humperdoo à être présenté au monde comme le nouveau Messie. Starr, persuadé de l’échec à venir, ne peut compter que sur le seul talent du débile – les claquettes – mais Lara Featherstone a suivi Cassidy à La Nouvelle-Orléans, où il déprime et espère trouver des vampires mais rencontre que des humains qui prétendent en être.
Pour éviter de sombrer dans la folie, Jesse s'est trouvé une technique : il s'immerge dans une ambiance de western où il fait le shérif aux côtés de John Wayne, mais le délire ne dure qu'un temps et il utilise ses cigarettes pour faire exploser la pompe à air qui le maintient en vie. Tulip échappe à la surveillance de Jody et confronte Ma L'angelle qu'elle finit par étrangler avant de s'effondrer à son tour : T.C. sait que Mary a lié sa vie à celle de Tulip avant de la ressusciter. Jesse arrive à temps pour ranimer sa grand-mère, et Tulip avec elle. Il comprend que madame Boyd est derrière cette idée mais selon T.C., seule une âme pourra maintenir en vie la femme âgée.

### Épisode 6:Les Enfants du sang
- États-Unis : 29 juillet 2018 sur AMC

Eugene découvre la destruction d'Annville pendant son séjour en Enfer. Envoyé dans un orphelinat, il est rapidement pris en charge par le Saint des Tueurs, qui ne cache pas son intention de le renvoyer en enfer mais il doit faire un autre arrêt.
Cassidy découvre les Enfants du Sang, un groupe de fanatiques mené par Eccarius, un véritable vampire qui possède de nombreux pouvoirs grâce au sang de ses disciples : vol, persuasion, métamorphose... mais il recherche un autre vampire comme compagnon. Cassidy refuse dans un premier temps de le suivre, lassé de manipuler des humains qui finiront par souffrir et mourir par sa faute avant de changer d'avis.
Jesse et Tulip ont été maitrisés mais alors que T.C. prépare Tulip pour absorber son âme, Jesse propose de cambrioler la réserve personnelle de Sabina Boyd, gardée dans une banque que T.C. et Jody n'ont jamais réussi à dérober, et Tulip est la meilleure braqueuse qu'ils connaissent. Grâce à elle, un plan est monté : Jesse récupère de la salive de Sabina pour ouvrir le coffre, et TC et Jody font distraction pour la police afin de gagner du temps. Les âmes sont volées et Mary L'Angelle s'en nourrit mais elle n'est toujours pas satisfaite. Elle prend l'âme de Sabina et veut l'envoyer dans les catacombes, aussi Jesse préfère la tuer et pour payer sa dette, appelle le Graal.

### Épisode 7:Une équipe hors du commun
- États-Unis : 5 août 2018 sur AMC

Hitler, qui a pris le nom de David Hilter, travaille dans une sandwicherie et fomente une nouvelle révolution fasciste. Mais le Saint des Tueurs vient pour lui, l'enchaine à Eugene et ils repartent ensemble pour l'Enfer.
Jesse et Tulip organisent les funérailles secrètes de Sabina quand le Graal arrive. Starr négocie la liberté de Jesse en échange des âmes détenues par la société japonaise "Âme, je suis content, j'y vais, j'y vais" qui a extrait l’âme de Jesse, en fait une couverture du Graal ; Marie accepte mais rappelle qu'elle peut tuer Jesse à tout moment. Starr envoie Lara Featherstone et Tulip à Osaka pour braquer les entrepôts de la société, et Jody s'invite. Avant de partir, Tulip demande à Jesse de prendre des nouvelles de Cassidy quand il sera de passage à La Nouvelle-Orléans. Starr et Jesse se mettent en route. T.C. a surpris une conversation de Lara et s'interroge sur Genesis. Jesse révèle qu'une fois qu'il aura récupéré le contrôle de Genesis, il tuera sa grand-mère, cependant, Starr doit le forcer à accomplir une dernière tâche avant : tuer l'archipère D'Aronique.

### Épisode 8:Ange et Démon
- États-Unis : 12 août 2018 sur AMC

Jesse tente de tuer aussitôt qu'il le voit l'archipère D'Aronique mais ne parvient qu'à le blesser légèrement, le prêtre étant tellement obèse que sa graisse a arrêté la balle. Starr pousse cependant Jesse à l’abattre et récupérer son fragment d'âme, que l'archipère a enfoncé dans son rectum. Capturé, l'archipère commence alors une série de tests pour extraire Genesis de Jesse et l'introduire dans Humperdoo en utilisant une série de clones et la manipulation génétique pour recréer un mélange angélique et maléfique afin de rendre le descendant du Christ capable de contenir l'entité.
Jody, Tulip et Lara arrivent à Osaka, où ils parviennent à cambrioler la société du Graal et dérober les âmes du coffre. Mary L'Angelle recommence à avoir des cauchemars où les âmes dont elle s'est nourrie réclament vengeance, et elle fait un nouveau pacte avec Satan : au lieu de prendre l'âme de Mary à sa mort, Satan prendra Genesis, et elle le met sur la piste de Tulip. Le Diable envoie Sydney récupérer Tulip à son retour à La Nouvelle-Orléans, mais celle-ci la dupe et Lara est capturée, avec les âmes dérobées à Osaka. Quand Tulip découvre que Lara a encore les âmes, Jody doit tout révéler. Sydney et Lara rejoignent le Saint des Tueurs, avec Eugene et Hitler, et ce dernier parvient à prévenir ses nouveaux disciples qu'il va être enlevé.

### Épisode 9:Express pour l'enfer
- États-Unis : 19 août 2018 sur AMC

Alors que l'Archipère d'Aronique s'apprêtait à transférer Genesis dans le véritable Humperdoo, Jesse le piège et parvient à l'envoyer dans le corps du chef du Graal, causant son explosion. Starr tente alors de récupérer le fragment d'âme de Jesse mais échoue. Il tente alors de convaincre Jesse d'accepter d'être le Messie et empêcher l'apocalypse planifiée par D'Aronique et dans laquelle Humperdoo sera le nouveau Prophète ; Jesse tente d'abattre Humperdoo mais ne peut s'y résoudre, alors il préfère relâcher tous les clones dans la nature, rendant le véritable Humperdoo impossible à distinguer, avant de repartir pour Angelville. L'échec de Starr est total.
Cassidy refuse de se nourrir des jeunes goules comme Eccarius. Trahi, le vieux vampire le dénonce aux adeptes humains et le prépare à être exposé au soleil. Cassidy sait cependant que les goules sont mortes et il parvient à convaincre la logeuse de la secte de les contacter. 

### Épisode 10:Règlement de compte à Angelville
- États-Unis : 26 août 2018 sur AMC

Alors qu'il est adolescent, Dieu et Satan observent Jesse au moment où il se décide à tuer sa grand-mère, mais il n'y parvient pas et fuit Angelville. De retour avec les âmes volées au Graal, Jesse fait face à TC et à Jody. Alors qu'il est menacé par TC, Jesse le force à se tirer dans le pied grâce à Genesis. Puis il choisit de régler ses comptes à mains nues avec Jody dans les Catacombes dans un combat jusqu'à la mort. Après sa victoire, Jesse compte mettre le feu au corps de Jody et laisser TC en vie, mais ce dernier préfère périr dans les flammes. Jesse part ensuite retrouver sa grand-mère : après l'avoir forcée à le libérer ainsi que Tulip, il la force à détruire elle-même les âmes qu'elle convoitait et s'apprête à la tuer. Elle révèle alors qu'elle a signé un pacte avec le Diable lui ouvrant le Paradis si elle meurt tuée de la main de Jesse et c'est lui qui ira en Enfer. Il hésite mais se décide à la tuer en absorbant toutes les âmes qu'elle a dévorées.
Tulip, Sydney et le Saint des Tueurs se retrouvent face aux nouveaux nazis enrôlés par Hitler et commencent à les massacrer. Eugene retient le Führer dans sa fuite. Alors qu'un char tire sur le bus, Dieu fige le temps pour sauver Tulip et lui fait une offre : en échange d'une bénédiction du nom des O'Hare, elle éloigne Jesse et Genesis de son chemin ; elle refuse et part. Le Saint des Tueurs ramène Eugene et Hitler à Satan, qui lui rend ses armes. Quand le Saint a confirmation que la mort de sa famille est un choix de Dieu et que Satan n'a rien fait pour l'en empêcher, il le tue, laisse Sydney avec les yeux arrachés et part de l'Enfer avec Eugene, abandonnant le trône désormais vacant à Hitler.